# Little Canada
Little Canada és una població dels Estats Units a l'estat de Minnesota. Segons el cens del 2000 tenia 197.721 habitants.

## Demografia
Segons el cens del 2000, Little Canada tenia 9.771 habitants, 4.375 habitatges, i 2.393 famílies. La densitat de població era de 943,2 habitants per km².
Dels 4.375 habitatges en un 26% hi vivien nens de menys de 18 anys, en un 41,6% hi vivien parelles casades, en un 10,1% dones solteres, i en un 45,3% no eren unitats familiars. En el 36% dels habitatges hi vivien persones soles l'11,1% de les quals corresponia a persones de 65 anys o més que vivien soles. El nombre mitjà de persones vivint en cada habitatge era de 2,23 i el nombre mitjà de persones que vivien en cada família era de 2,96.
Per edats la població es repartia de la següent manera: un 22,1% tenia menys de 18 anys, un 11% entre 18 i 24, un 31,2% entre 25 i 44, un 22,8% de 45 a 60 i un 12,9% 65 anys o més.
L'edat mediana era de 36 anys. Per cada 100 dones de 18 o més anys hi havia 90,2 homes.
La renda mediana per habitatge era de 46.609 $ i la renda mediana per família de 61.082 $. Els homes tenien una renda mediana de 41.205 $ mentre que les dones 31.689 $. La renda per capita de la població era de 25.624 $. Entorn del 4,6% de les famílies i el 5,5% de la població estaven per davall del llindar de pobresa.

## Poblacions més properes
El següent diagrama mostra les poblacions més properes.